# 蔡祐
蔡祐（506年—559年10月17日至11月15日之间），字承先，陈留郡圉县（今河南省开封市杞县）人，北魏、西魏、北周官员。

## 生平
蔡祐的祖先是陈留郡圉县人，曾祖蔡绍任夏州镇将，迁居到高平镇，因此在那里安家。祖父蔡护在北魏景明初年担任陈留郡太守。父亲蔡袭，在北魏西部地区声名显著。正光年间，万俟丑奴侵掠扰乱关中，蔡袭就背离贼寇，抛弃妻儿，归附洛阳，出任齐安郡太守。等到魏孝武帝西迁，蔡袭仍在关东，后来才脱离危难西归，获赐爵位平舒县伯，任岐夏二州刺史，去世后获赠予原州刺史。
蔡祐生性聪明敏捷，有操行。蔡袭背离贼寇东归时，蔡祐虚龄十四岁，侍奉母亲以孝顺闻名。等到长大后，蔡祐体力过人，善于骑马射箭。宇文泰在原州时，征召蔡祐为帐下亲信。宇文泰前往夏州时，任命蔡祐为都督。
永熙三年（534年），侯莫陈悦杀害贺拔岳，贺拔岳的部下将军们派使者迎接宇文泰。宇文泰将赶赴那里，夏州的头等望族弥姐元进等人暗中有反叛的计划。宇文泰暗中知道此事，先与蔡祐商议拘捕弥姐元进。蔡祐说:“奸暴小人有险恶用心，一定会反过来噬咬，今天如果抓捕他，不如把他杀掉。”宇文泰说:“你做事很果断。”宇文泰于是召唤弥姐元进等人进来计议事情，宇文泰说:“陇地的贼寇叛乱，我将与众人齐心协力去讨伐。我看众人中好像有不同想法的人。”宇文泰略微用此言来触动众人，于是目视蔡祐。蔡祐就走到外面，穿着铠甲手持钢刀径直走了进来，瞪大眼睛呵斥众人说:“与人早晨谋划晚上就变了，难道是人吗！蔡祐今日一定要斩去奸人的脑袋。”蔡祐因此手按刀剑面对众人。举座之人都叩头说:“希望把奸人挑拣出来。”蔡祐于是叱骂弥姐元进，将他斩首，弥姐元进的党羽一起也被诛杀。在场的人都战战兢兢，不敢仰视。于是宇文泰与众将结下盟誓，同心诛灭侯莫陈悦。宇文泰由此了解看重蔡祐，于是对蔡祐说:“我现在把你当作儿子，你应当像对父亲一样侍奉我。”之后蔡祐跟随宇文泰讨伐侯莫陈悦，击败了他。
蔡祐又跟从宇文泰到潼关迎接魏孝武帝，凭借前后功劳被封为苌乡县伯，食邑五百户。大统初年，蔡祐加宁朔将军、羽林监，不久出任持节、员外散骑常侍，进爵为侯，增加食邑一千一百户。蔡祐跟从宇文泰擒获窦泰，收复弘农，参与沙苑之战，都有战功，出任平东将军、太中大夫。
大统四年（538年），蔡祐又跟从宇文泰参与河桥之战，蔡祐下马步行作战，亲手杀死数人。左右的人劝蔡祐乘马以防备紧急事变，蔡祐发怒说:“丞相抚养我如同自己的儿子，今日难道能把性命放在心上！”蔡祐于是率领左右十余人，齐声大呼，杀伤敌人很多。东魏军因为蔡祐没有接应的人马，就把他围了十几层，对蔡祐说:“看你似乎是勇士，只要脱下铠甲来投降，难道还担心没有富贵吗？”蔡祐骂道:“该死的士卒！我现在取下你的头，自然会封为公爵，哪里要借贼人的官号。”蔡祐于是将弓拉满，向着四面抵拒敌人。东魏人不敢逼近，就招集身穿厚甲手持长刀的士兵，径直前进攻取蔡祐。东魏人离蔡祐大约三十步，蔡祐左右的人劝蔡祐射箭，蔡祐说:“我们的性命，就在这一支箭，难道能白射吗？”敌人逐渐逼进，大约十步，蔡祐才将箭射出，正中其面，敌人应声而倒，蔡祐就用长矛刺死敌人。因此，战斗了几个回合，蔡祐只损失了一个部下，敌人稍稍退却，蔡祐慢慢地引兵撤退。这一仗，西魏军作战不利，宇文泰已经返回。蔡祐赶到弘农郡，夜间与宇文泰相会。宇文泰见蔡祐来到，称呼他的表字说:“承先，你来了，我就没有忧虑了。”宇文泰心中惊惶，不能入睡，枕在蔡祐的腿上，方才安睡。蔡祐因功进爵为公，增加食邑三百户，出任京兆郡太守。
大统九年（543年），东魏北豫州刺史高仲密率全州之人归附西魏。宇文泰率领军队救援他，与高欢相遇，展开邙山之战。蔡祐当时穿着闪闪发光的铁铠甲，冲向前去无人敢挡。敌人都说“这是铁猛兽”，都急忙躲避他。不久，蔡祐出任青州刺史，改任原州刺史，加帅都督，很快又出任大都督。大统十三年（547年），蔡祐父亲去世，请求服满丧期。朝廷不答应。蔡祐升任车骑大将军、仪同三司，加骠骑大将军、开府仪同三司、侍中，获赐姓大利稽氏，进爵为怀宁郡公。
魏恭帝元年（554年），江陵刚刚归附西魏，周边的蛮族骚动，朝廷诏令蔡祐与大将军豆卢宁将他们讨伐平定。魏恭帝二年（545年），蔡祐出任中领军。北周六官建立，蔡祐任兵部中大夫。魏恭帝三年（546年），蔡祐加大将军，获赐给车驾出游时在后面吹打鼓钲箫笳的权利。因前后功劳，蔡祐的食邑增至四千户，另外封一子为县伯。宇文泰有病，蔡祐与宇文护、贺兰祥等在旁侍奉。等到宇文泰去世，蔡祐悲痛想念不已，就患上了气疾。
周孝闵帝宇文觉登基，蔡祐出任少保。蔡祐与尉迟纲一起掌管禁卫军，交替担任宫殿巡察工作。当时周孝闵帝信任司会李植等人，谋害晋公宇文护，蔡祐时常哭泣劝谏，周孝闵帝不听，不久周孝闵帝被废。
周明帝宇文毓即位，蔡祐出任小司马，少保如故。周明帝年轻时做公子时，与蔡祐相互友爱亲昵，到这时对蔡祐恩遇更加深重。周明帝所用的膳食有风味独特的，就停下筷子把它赐给蔡祐；群臣参加朝廷宴会时，蔡祐常被另外留下，有时直到夜晚，排列灯烛，吹动胡笳，护送蔡祐回家。蔡祐因为过分蒙受礼遇，常以有病推辞回避。至于婚姻之事，尤其不愿与权贵缔结。蔡祐不久以本官的权且镇守原州，没多久转任宜州刺史，未能上任，武成（559年）九月因为原先的气疾发作死于原州，时年虚岁五十四。
蔡祐年少时胸有大志，与同乡人李穆身为平民同样有名。曾经相互说:“大丈夫应当建立功名，用以获取富贵，怎么能长久地处在贫贱之中呢!”说罢，两人各自大笑，李穆就是申国公，后来都如他们所说的那样。蔡祐跟从大军征伐，常常突破包围深入敌阵，冲在士兵前面。军队回还之时，众将争夺功劳，蔡祐始终没有什么争功。宇文泰时常赞叹他，曾经对众将说:“承先口中不说功劳，我应当代替他论叙战绩。”蔡祐被宇文泰了解达到如此地步。蔡祐生性节俭，所得的俸禄都分给了他的宗族，去世时，家中没有多余的财产。朝廷追赠使持节、柱国大将军、大都督、五州诸军事、原州刺史。谥号庄。儿子蔡正承袭爵位，官至使持节、车骑大将军、仪同三司。

## 其他
李穆、蔡祐当初与耿豪同时加授开府，但后来的职位都比耿豪高。耿豪心有不平，对宇文泰说：“我在外面听到人们的议论，说我胜过李穆、蔡祐。”宇文泰问：“为什么这样说？”耿豪答道：“人们说李穆、蔡祐，是丞相的胳膊，耿豪、王勇，是丞相的咽喉脖子。因为咽喉脖上长在上面，所以胜过李穆和蔡祐。”

## 家庭

### 兄弟
- 蔡泽，北周车骑大将军、仪同三司、䢵州刺史、安弥县男

### 夫人
- 河南元氏，西魏仪同三司、南武县公元敏之女[30]